# Campionato italiano di hockey su ghiaccio 1990-1991
Il Campionato italiano di hockey su ghiaccio 1990-91 è stata la 57ª edizione della manifestazione.

## Serie A
Il format per questa stagione non prevede la disputa dei playoff, ma una prima fase con un girone all'italiana con doppio turno di andata e ritorno, che serve a determinare quali saranno le sei formazioni che accederanno al girone scudetto e quali al girone salvezza (le ultime quattro).

### Formazioni
Le squadre iscritte al torneo sono:

Bolzano, Varese, Devils Milano, Milano Saima, Alleghe, Fassa, Asiago, Brunico, Fiemme Cavalese e Cortina.

Durante la stagione, il Milano Saima si trasferisce dallo storico Piranesi al Forum di Assago.

### Seconda fase
Nella seconda fase, in ogni raggruppamento, le squadre ricevono un bonus in base alla posizione acquisita nel turno precedente.

#### Girone scudetto
Nel Girone scudetto, il Milano Saima, dopo aver dominato il torneo per tutta la stagione, deve vincere o pareggiare l'ultima gara contro il Bolzano. In caso di sconfitta è previsto lo spareggio da giocarsi ad Asiago.

Davanti a 11.500 spettatori (record nazionale per l'hockey su ghiaccio), al 5'52” del primo periodo gli ospiti passano in vantaggio con il canadese Perry John Turnbull e raddoppiano al 18'19” con Martin Crepaz. Nel secondo drittel, quando ormai le speranza di riaprire la gara si sta affievolendo, Kevin Lavallee al 17'40” e Richard Bragnalo al 18'38” riportano la situazione in parità. Ma chi pensa che Bolzano si sia rassegnato a lasciare il tricolore a Milano viene smentito da Martin Pavlu, che al 10'33” del terzo periodo, porta in vantaggio gli altoatesini. I rossoblu non ci stanno e al 15'45”, su assist di Paul Beraldo, Richard Bragnalo segna la rete del 3-3. Grazie al punto conquistato, i tifosi saimini possono festeggiare il loro primo scudetto. 
 L'Hockey Club Milano Saima vince il suo primo scudetto.

Formazione Campione d'Italia: Paul Beraldo - Richard Bragnalo - Andrea Brega - Marco Capone - Gerard Ciarcia - Tony Fiore - Daniel Fascinato - Marco Favalli - Joseph Foglietta - Fabio Frison - Mark Johnson - Kevin LaVallée - John Robert Manno - Gianfranco Odino - Rico Rossi - Andrea Spiriti - William Stewart - Dave Tomassoni - Maurizio Vacca - John Vecchiarelli - Joseph Michael Zanier.

Allenatore: Lou Vairo.

#### Girone salvezza
Il girone salvezza viene vinto agevolmente dall'Asiago, il Cortina, ultimo, viene retrocesso nella serie cadetta.

### Marcatori
Robert Mark Napier si riconferma, questa volta con la maglia del Varese, top scorer stagionale con 118 punti (45 assist e 73 gol), seguito da Bruno Zarrillo (Bolzano, 96 p.ti, 39 + 57), Bob Ginnetti (Alleghe, 96 p.ti, 31 + 65), Pat Micheletti (Varese, 92 p.ti, 34 + 58) e Mario Chitarroni (Alleghe, 85 p.ti, 37 + 48).

## Serie B
La serie B, dopo la regular season, vede le squadre suddivise in due gruppi, dove in ciascuno dei quali le prime quattro classificate accederanno poi ai playoff promozione, playoff che al contrario della serie A vengono quindi disputati.

### Poule A
Tra parentesi i punti che le squadre si portarono in dote dalla prima fase.

### Poule B
Tra parentesi i punti che le squadre si portarono in dote dalla prima fase.

### Playoff promozione
Serie giocate al meglio delle 3 gare.
|  | Quarti di finale | Quarti di finale | Quarti di finale | Quarti di finale | Quarti di finale |  |  | Semifinali | Semifinali | Semifinali | Semifinali | Semifinali |   |   | Finale | Finale | Finale | Finale | Finale |  |
|  |                  |                  |                  |                  |                  |  |  |            |            |            |            |            |   |   |        |        |        |        |        |  |
|  | Como             | Como             | Como             | 9                | 5                |  |  |            |            |            |            |            |   |   |        |        |        |        |        |  |
|  | Ritten-Renon     | Ritten-Renon     | Ritten-Renon     | 3                | 4                |  |  | Como       | Como       | Como       | 1          | 2          |   |   |        |        |        |        |        |  |
|  | Merano           | Merano           | Merano           | 15               | 9                |  |  | Merano     | Merano     | Merano     | 2          | 6          |   |   |        |        |        |        |        |  |
|  | Vipiteno Broncos | Vipiteno Broncos | Vipiteno Broncos | 5                | 2                |  |  |            |            |            |            |            |   |   | Merano | Merano | 7      | 4      | 1      |  |
|  | Zoldo            | Zoldo            | Zoldo            | 13               | 4                |  |  |            |            | Zoldo      | Zoldo      | 6          | 5 | 0 |        |        |        |        |        |  |
|  | Selva            | Selva            | Selva            | 6                | 3                |  |  | Zoldo      | Zoldo      | 5          | 3          | 4          |   |   |        |        |        |        |        |  |
|  | Gardena          | Gardena          | Gardena          | 7                | 5                |  |  | Gardena    | Gardena    | 2          | 4          | 3          |   |   |        |        |        |        |        |  |
|  | Auronzo          | Auronzo          | Auronzo          | 3                | 2                |  |  |            |            |            |            |            |   |   |        |        |        |        |        |  |

Il Merano vince la serie B e sale in A.